# Kostel svatého Václava (Strupčice)
Kostel svatého Václava je římskokatolický kostel zasvěcený svatému Václavovi ve Strupčicích v okrese Chomutov. Od roku 1963 je chráněn jako kulturní památka. Kostel stojí na nevýrazném návrší nad menší strupčickou návsí. Obklopoval ho hřbitov zrušený roku 1878.

## Historie
První písemná zmínka o Strupčicích pochází z roku 1352 a o dva roky později se zde připomíná také farní kostel, jehož patronem byl Newlas ze Zecz (z Ervěnic). Okolo roku 1500 byl přestavěn ve stylu pozdní gotiky a pravděpodobně také opevněn. V 17. století žila ve Strupčicích protestantská většina, a proto zanikla zdejší katolická fara. Během renesance proběhly menší úpravy kostela a poslední velkou přestavbou v barokním slohu prošel roku 1780. Interiérové malby vznikly až na konci 19. století. Stav kostela se zhoršil ve druhé polovině 20. století, kdy měly Strupčice ustoupit hnědouhelnému lomu. Nakonec však bylo rozhodnuto o zachování obce a po roce 1990 byla opravena kostelní střecha.

## Popis

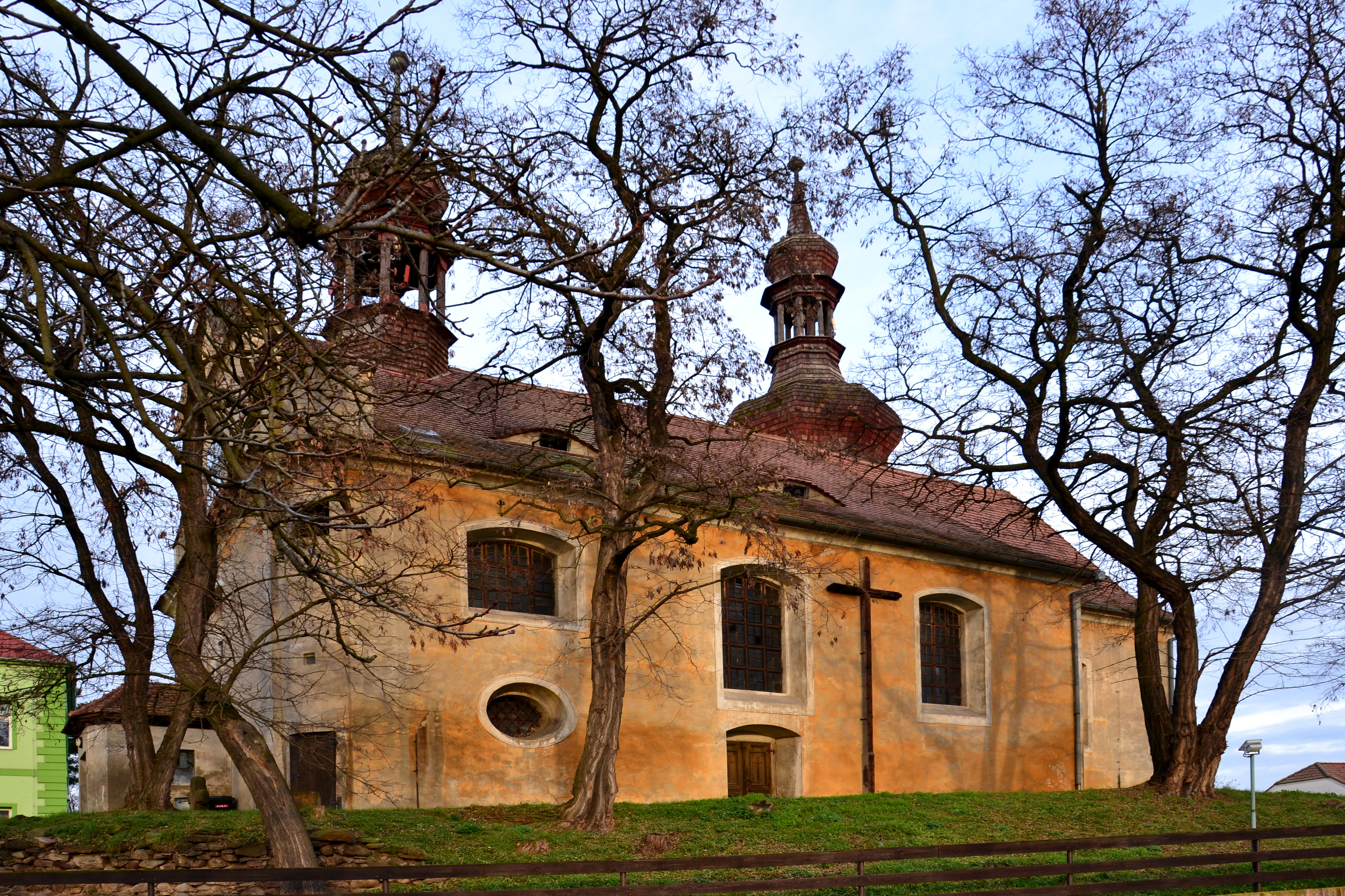
Kostel od jihu

Kostel je obdélná jednolodní stavba se čtvercovým presbytářem, k jehož severní straně je přistavěna pozdně gotická věž. Střecha kostelní lodi je sedlová a nad západním štítem ji zakončuje věžička s cibulovou bání. Loď má plochý strop a osvětlují ji velké segmentovaná okna. V její západní části stojí kruchta podepřená dvojicí válcových pískovcových sloupů a přístupná točitým schodištěm v severozápadním nároží. Prostor pod ní osvětlují dvě oválná okna. V jihozápadním nároží je další točité schodiště, kterým se vstupuje do podkroví. Presbytář je osvětlený jediným oknem na jižní straně a zaklenutý českou plackou. Pozdně gotickým portálem se z něj vstupuje do valeně zaklenuté sakristie v přízemí věže. Ze sakristie vede schodiště na kazatelnu. Při barokní přestavbě byla původní gotická loď prodloužena směrem k západu a doplněna o malou předsíň, která má v průčelí výklenek s barokní sochou svatého Václava.
Věž má čtyři zděná a jedno dřevěné podlaží se zvonovou stolicí. S výjimkou přízemí jsou oddělena trámovými stropy. Do věže se vstupuje přes podkroví do jejího třetího patra, odkud lze po žebříku sestoupit do druhého patra, kde je patrný zazděný vstup. Zděná patra věže jsou osvětlena trojicemi štěrbinových střílen se zachovanými příčkami pro ruční palné zbraně. Věž završuje cibulová báň s osmibokou lucernou.

## Vybavení
Hlavní kostelní oltář s obrazem Zavraždění svatého Václava je barokní z první poloviny 18. století. Kazatelna je rokoková. Na kůru jsou varhany. Hodiny v západním průčelí pohání stroj umístěný v podkroví. V kostele se nachází náhrobní deska chomutovského měšťana Kryštofa z Killendalu z roku 1571 přemístěná ze zaniklé obce Nové Sedlo nad Bílinou.

## Okolí kostela

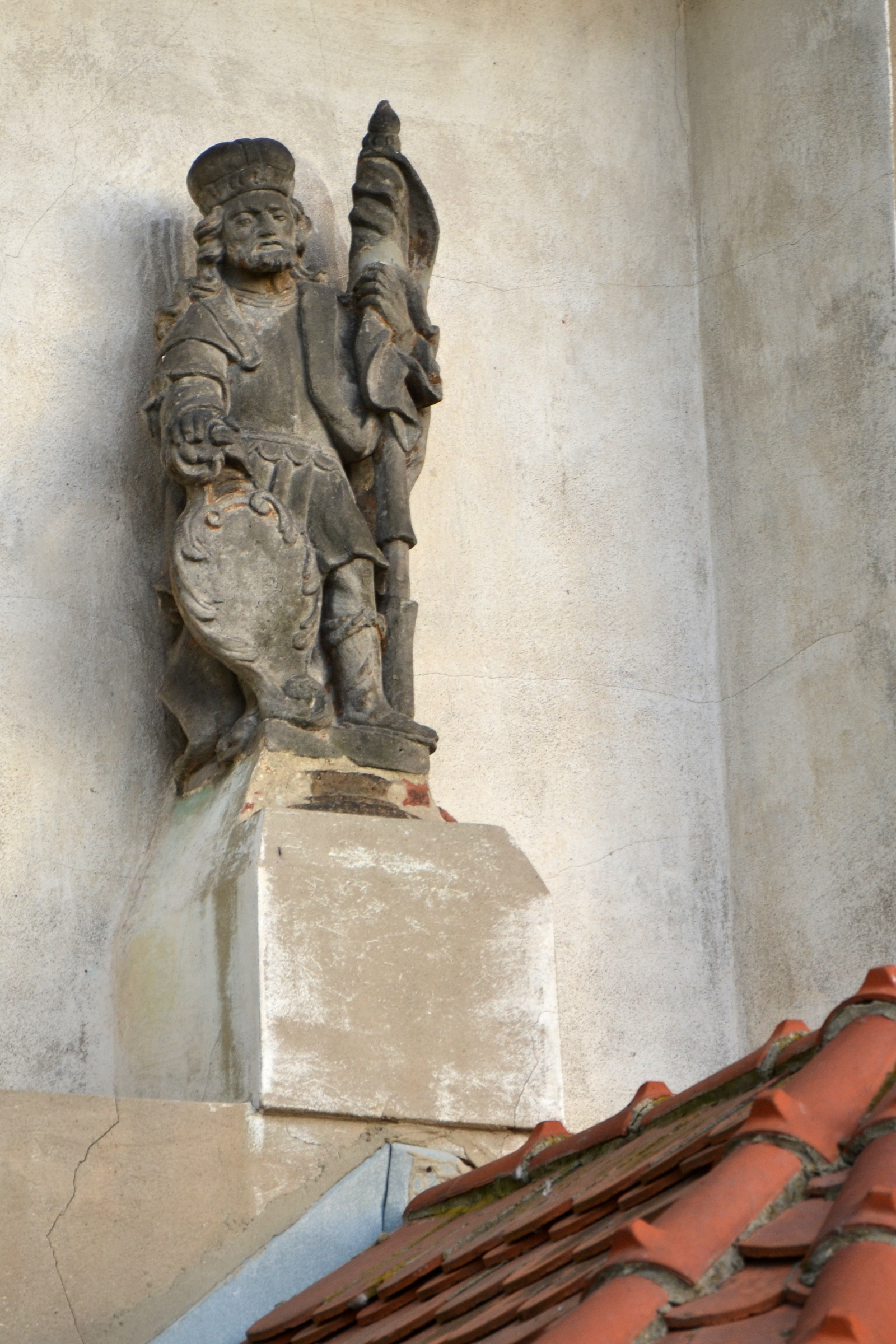
Socha svatého Václava ve výklenku nad předsíní

Řada drobných památek v okolí kostela i jinde ve Strupčicích pochází ze zaniklých obcí Chomutovska. Plastiky byly původně uloženy ve vysočanském depozitáři, ve kterém však docházelo k jejich poškozování a krádežím, a proto bylo rozhodnuto o jejich přemístění do Strupčic. Přímo ke kostelu byly umístěny dva smírčí kříže. U vchodu do kostela stojí původně prunéřovská socha Madony z poloviny 18. století. Uprostřed malé návsi pod kostelem je pieta z roku 1741 od sochaře K. Weitzmanna přenesená z Milžan a socha svatého Jana Nepomuckého z Tušimic od J. K. Vettera z roku 1723. Kromě nich se zde nachází také dvoje boží muka původně umístěná k cestám do okolních vesnic.

Drobné památky v okolí kostela
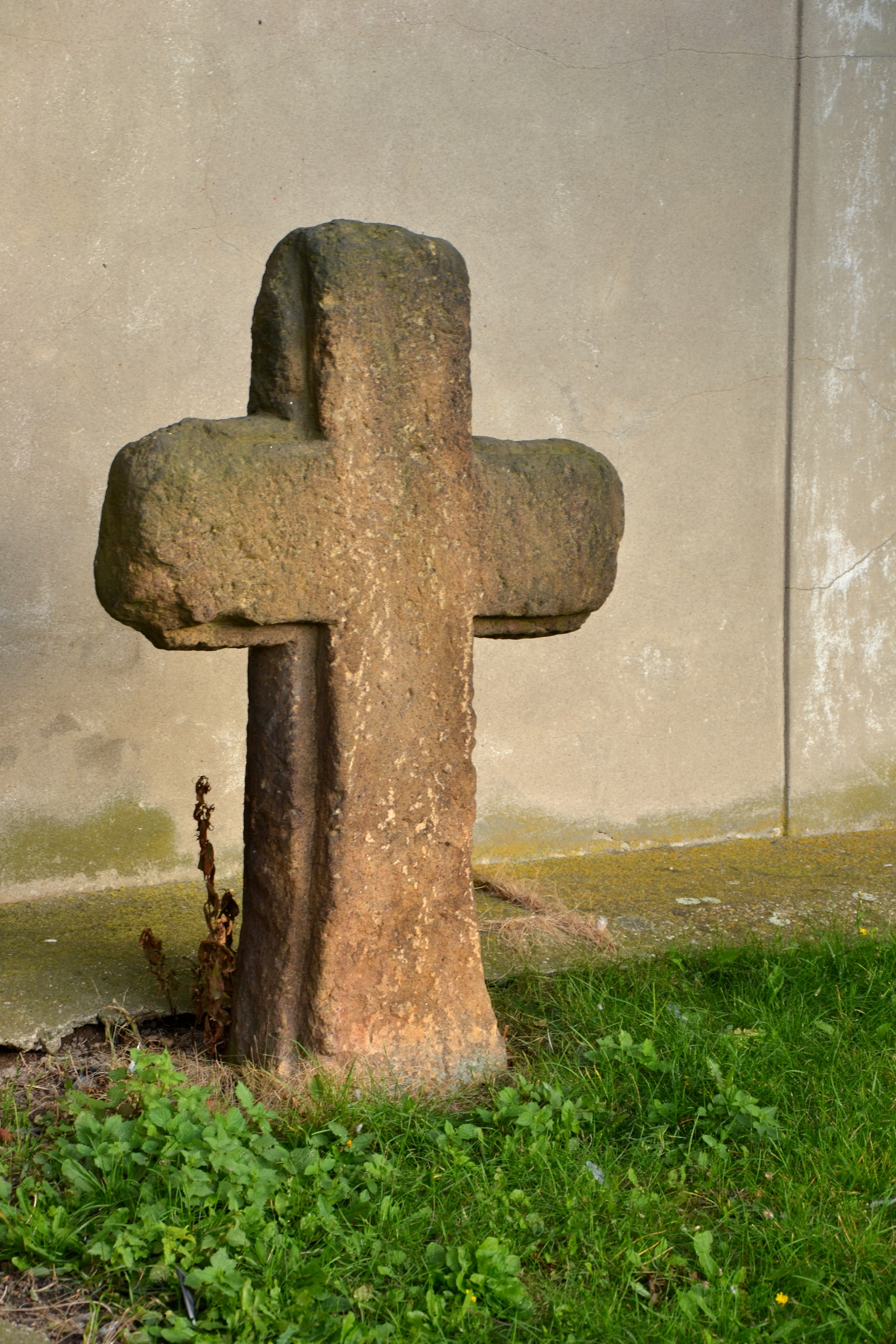
Smírčí kříž před kostelem
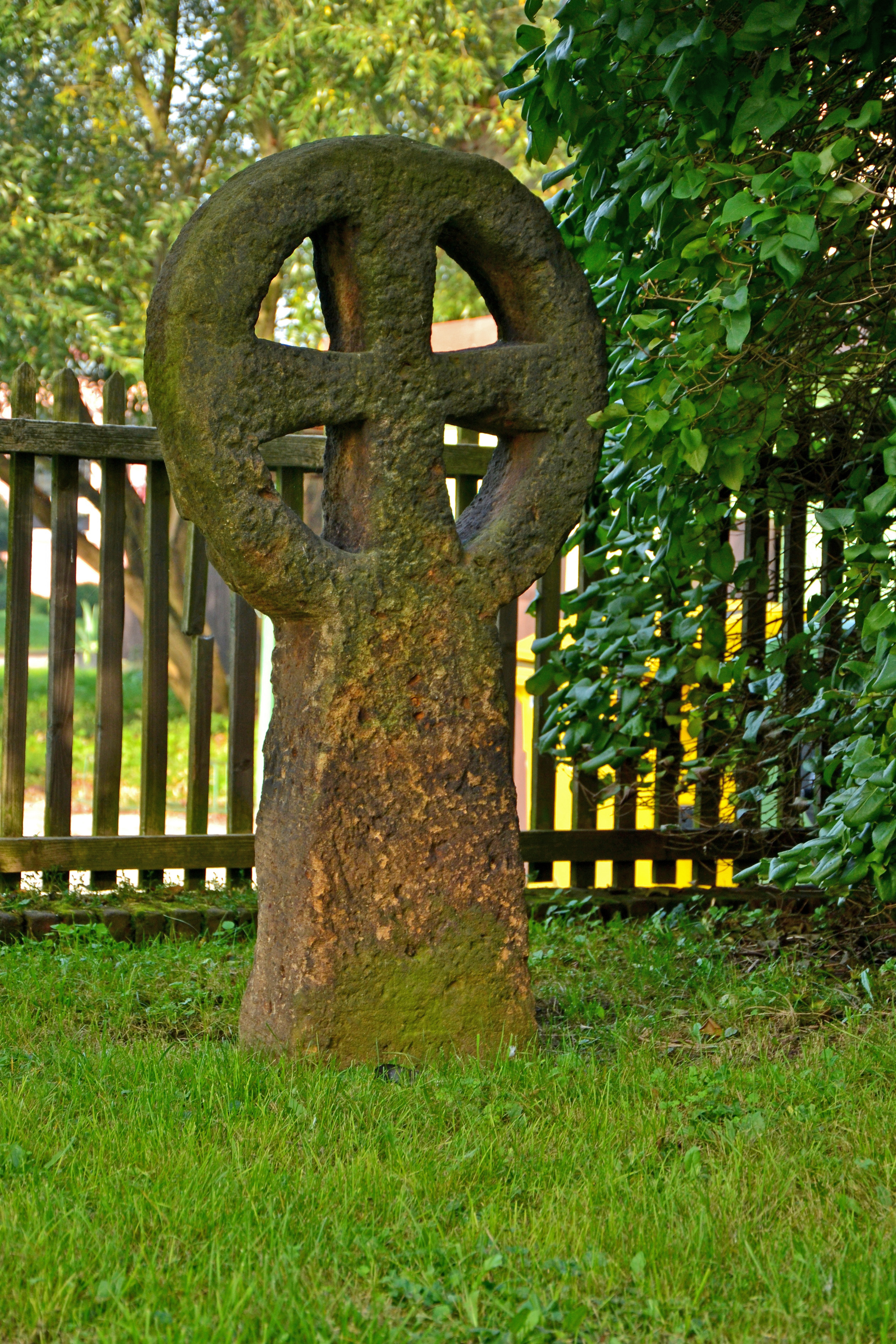
Cyrilometodějský kříž na severní straně kostela
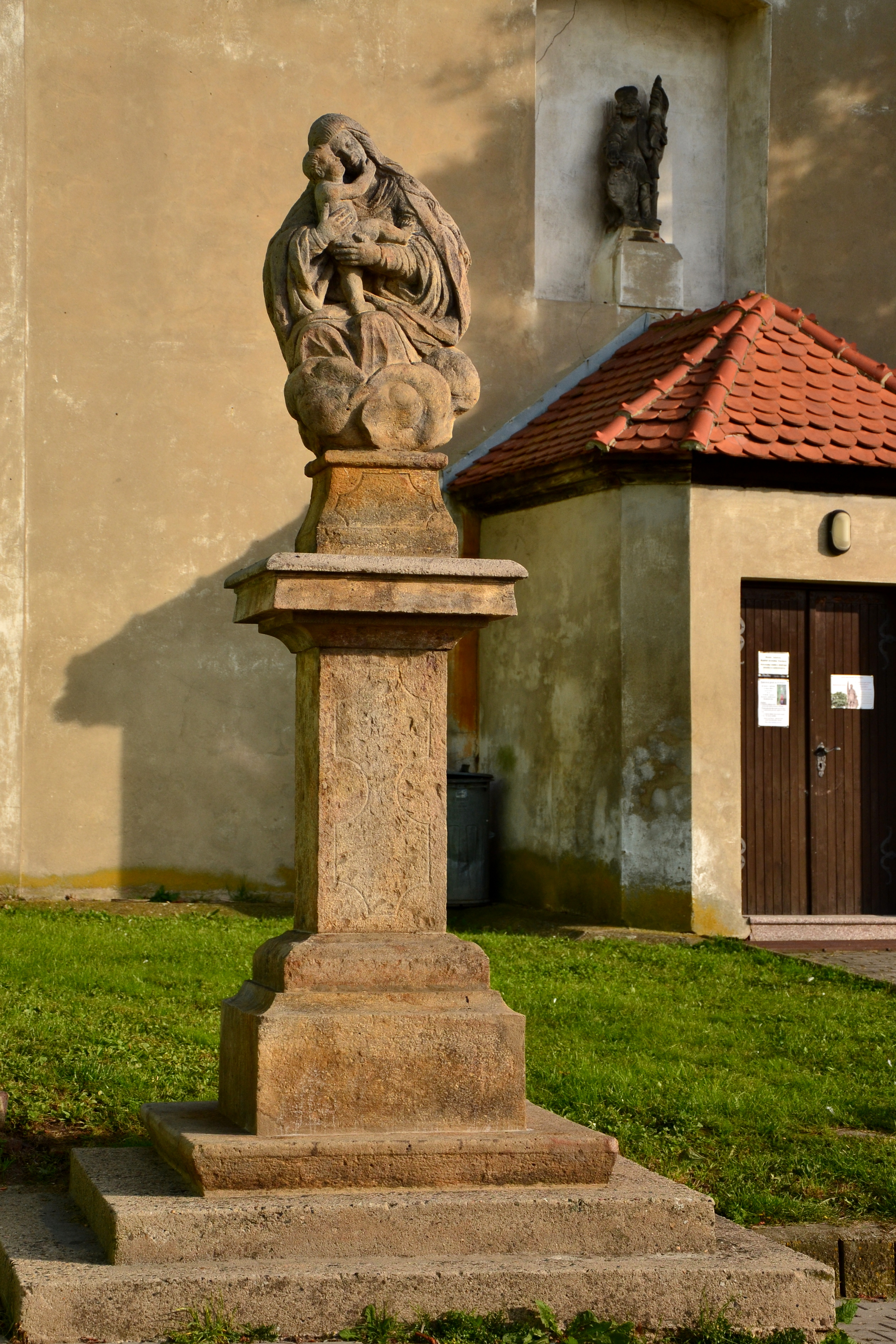
Socha Madony před kostelem
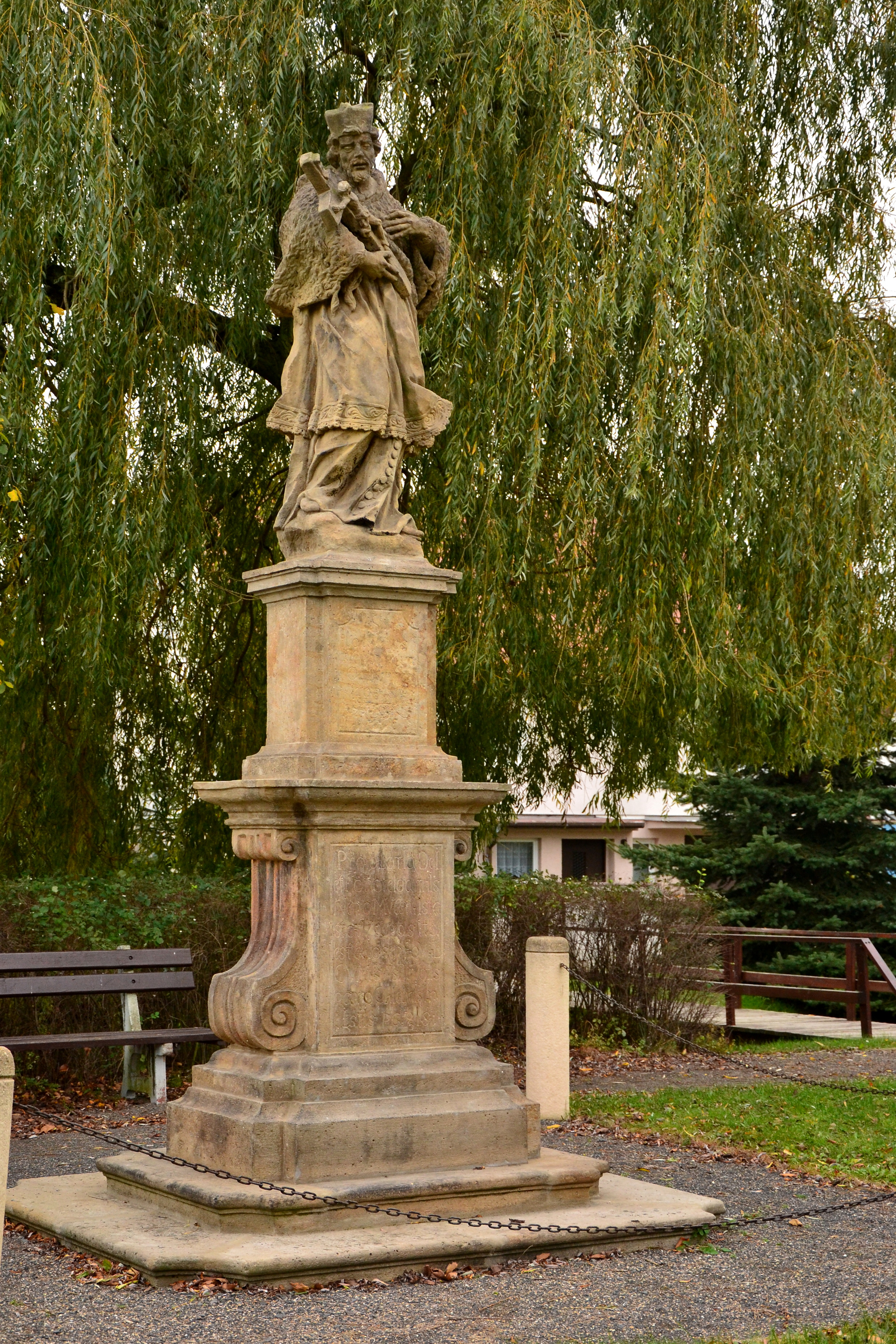
Socha svatého Jana Nepomuckého
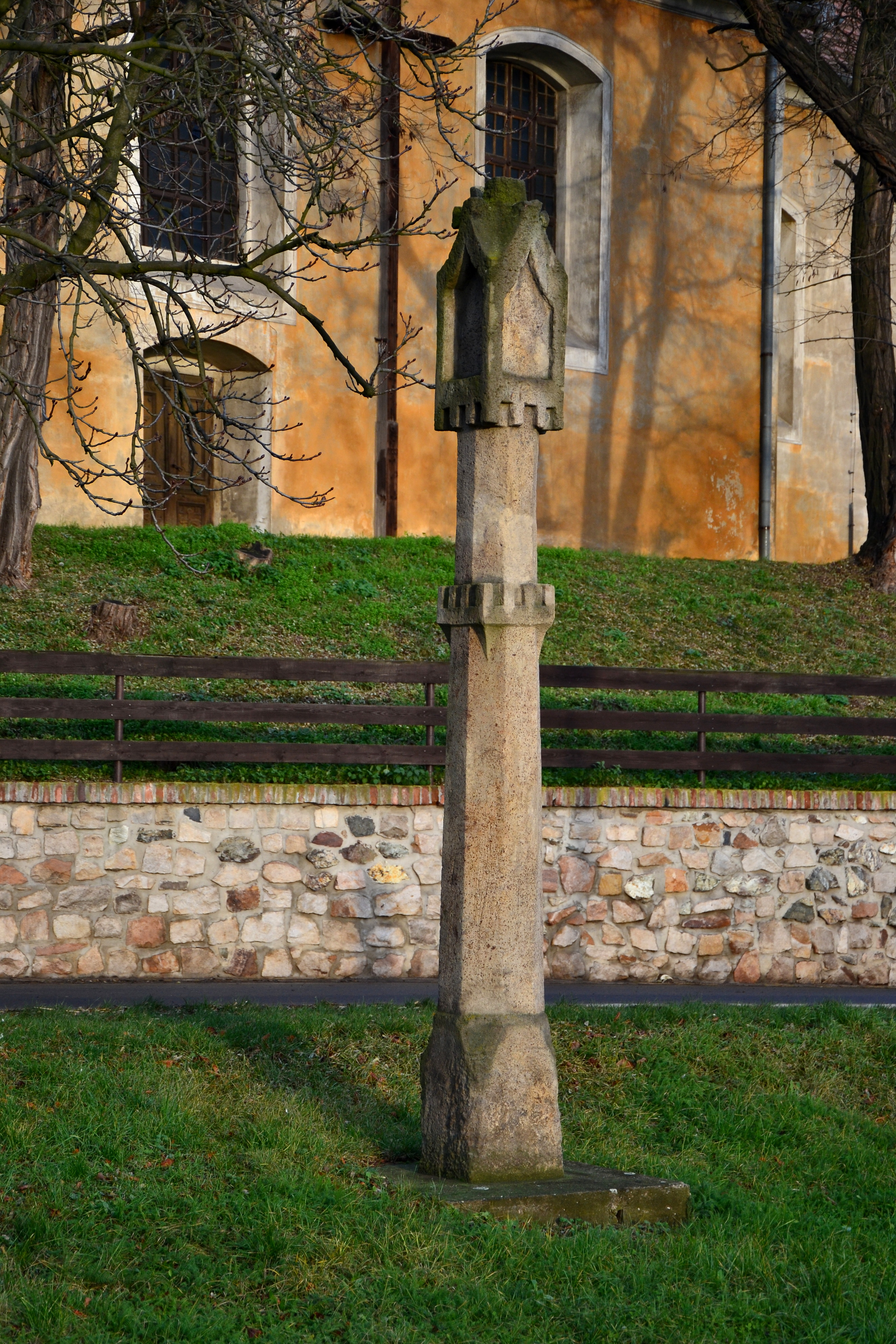
Pozdně gotická boží muka